# 유로 기호
유로 기호 (€, euro sign)는 유로화의 통화 기호이다. 유럽위원회에 의해 1996년 12월 정식 기호로 공표됐으며 ISO에 따라 공식 기호로 인정받아 EUR로 약칭한다.

## 디자인

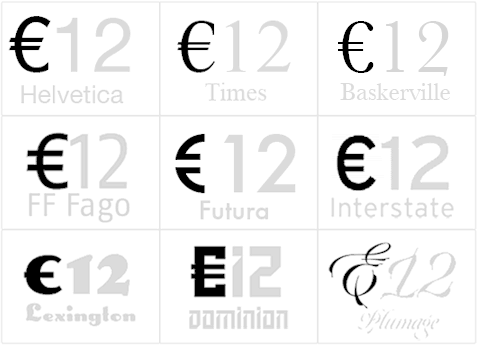

유로의 기호, €는 유럽통화단위와 비슷하도록 고안된 것이다. 시민들을 대상으로 한 설문조사 끝에 10개의 후보 중 두 안으로 압축됐다. 유럽위원회가 최종 디자인을 결정했으며 4명의 전문가가 합작한 것이라고 한다.
유럽위원회는 이후 구체적인 색깔과 비례에 대해 조율했다. 이는 대중 선전 작업을 위한 의도도 있었으며 위원회 측에서 상형문자와 같이 기호를 만들고자 했으므로 원작자들이 이를 위해 다시 개정 작업을 하게 됐다.

## 사용

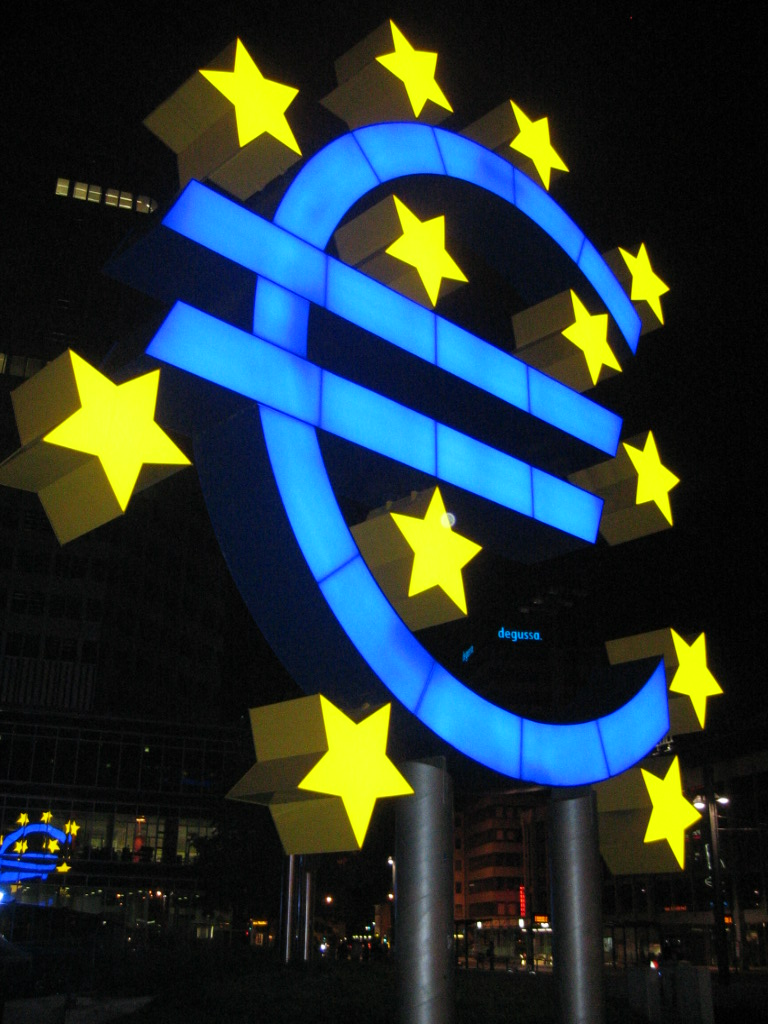

기호의 위치는 국가마다 다르다. 이에 대한 정확한 기준이 없기 때문이다. 대개는 유로 기호를 수치 앞에 두는 것이 일반적이다. 프랑스와 독일, 스페인의 경우 €3.50 혹은 3€50 따위로 표기한다.
센트 단위 표기에 대해서는 구체적으로 정해진 것이 없기 때문에 국가별로 상이하다. €0.05 또는 €–.05따위로 표기하며 c는 잘 쓰지 않는다. 독일과 스페인에서는 "ct", 핀란드는 "snt" 등으로 쓴다.